# 서멀라이트
서멀라이트(Thermalright Incorporation)는 대만 타이베이시에 위치한 컴퓨터 하드웨어 전문 기업이다. 2001년에 설립되었으며, 컴퓨터 냉각을 위한 방열판 및 기타 부품을 생산한다.

## 제품군

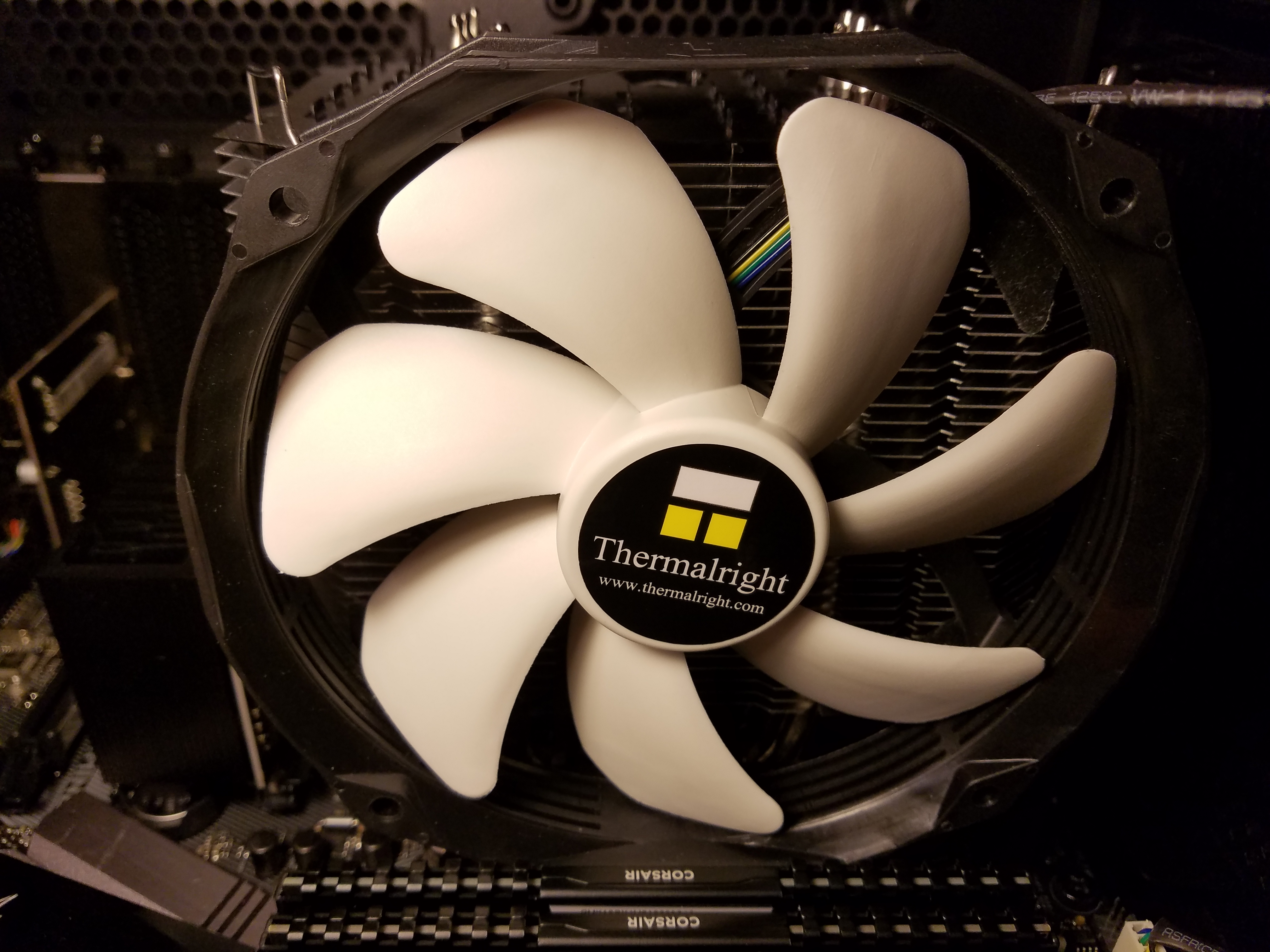
Le Grand Macho RT CPU 쿨러

서멀라이트는 다양한 방열판, CPU 쿨러 및 기타 액세서리와 같은 데스크톱 컴퓨터 냉각 부품을 생산한다. 2022년부터, 파워서플라이를 생산하고 있다.

## 같이 보기
- 쿨러마스터
- 딥쿨